# Kids.il
Kids.il es un grupo de música juvenil de Israel, formado por cinco chicas y un chico de entre 10 y 14 años. El grupo está formado por Libi Panker, Adi Bity, Adel Korshov, Tali Sorokin, Adi Mesilati (las chicas) y el chico Daniel Pruzansky. Serán los encargados de representar a Israel con la canción "Let the music win" en el Festival de la Canción de Eurovisión Junior 2012 que se celebrará en Ámsterdam, Países Bajos el 1 de diciembre de 2012. Y años más tarde, Adi Bity decide abandonar la banda y es sustituido por Bar Zemach.

## Formación del grupo
Durante el mes de septiembre de 2012, un jurado de expertos hizo un casting para seleccionar a los representantes con los que Israel debutaría en el Festival de la Canción de Eurovisión Junior. Finalmente, el jurado decidió escoger a seis de los jóvenes que se presentaron y los juntaron en una nueva banda para que actúen juntos bajo el nombre de Kids.il.

### Miembros
Los seleccionados y componentes del grupo son:
- Libi Panker: Una chica de 14 años.
- Adi Bity: Una niña de 11 años.
- Adel Korshov: niña de 11 años de edad.
- Tali Sorokin: niña de 10 años de edad.
- Adi Mesilati: chica joven de 14 años.
- Daniel Pruzansky: un chico de 13 años de edad.

### Primera canción
Tras ser seleccionados, los integrantes del grupo compusieron con la ayuda de Ohad Hitman la canción con la que representarán a Israel en el Festival de la Canción de Eurovisión Junior 2012. Titularon a la canción con el nombre de Let The Music Win y la cantan en cuatro idiomas:hebreo, inglés, francés y ruso.